# 13822 Stevedodson
13822 Stevedodson (1999 VV17) là một tiểu hành tinh vành đai chính được phát hiện ngày 2 tháng 11 năm 1999 bởi Spacewatch ở Kitt Peak.